# خیلی ترسناک (بازی پین‌بال)
خیلی ترسناک (به انگلیسی: Scared Stiff) یک بازی پین‌بال است که در سال ۱۹۹۶ میلادی توسط دنیس نورد من طراحی و توسط میدوی گیمز (تحت برچسب Bally) منتشر شده‌است و دارای مجسمه نمایش ترسناک کاساندرا پیترسون است. این بازی در ادامه الویرا و مهمانی هیولاها که در سال ۱۹۸۹ میلادی توسط نوردمن طراحی شده‌است بود.

## شرح
بازی دارای موضوع فیلم ترسناک درجه ب است. بازیکنان باید برای بالا بردن سطح قدرت بر متر، شش داستان ترور را طی کنند. این موارد عبارتند از:چشم‌های حیوان استخوانی - ترور از جعبه - گیر افتاده در تابوت - آزمایشگاه هیولاها - شب حلقه‌ها - بازگشت از بن‌بست. جعبه مخصوص عنکبوت حاوی اطلاعات برای شرایط خاص از بازی است که عملکرد بازیکنان با دستورهای آن کنترل می‌شود این جعبه دارای سیستم صوتی است.
بازی در نمایشگاه AMOA در سال ۱۹۹۶ میلادی در شهر دالاس به نمایش گذاشته شد، و کاساندرا پترسون با شخصیت الویرا برای تبلیغ بازی حاضر شد.
هنگامی که بازی در سال ۱۹۹۶ معرفی شد، به گونه ای طراحی شده بود که سر عروسک لاستیکی بوگییمن (لولوخورخوره) در حال حرکت بر روی پایه بودند به شکلی که هر بار که توپ به پایه عروسک برخورد کند حرکت و با ضربه به جلو حرکت کند؛ که به دلایل فنی حذف شد.

## نسخه دیجیتال
لایسنس بازی خیلی ترسناک تا ۳۰ ژوئن ۲۰۱۸ بر روی پین‌بال اکورد برای چندین سیستم عامل در دسترس بود.